# Flexible Spezialisierung
Flexible Spezialisierung ist in der Wirtschaft ein Fertigungstyp und eine Strategie von Unternehmen, sich möglichst schnell an ständig wechselnde Marktentwicklungen anzupassen.

## Allgemeines
Die Anpassung gelingt meist nur in kleinen und mittleren Unternehmen, nicht jedoch in Großunternehmen mit standardisierter Massenproduktion. Flexible Spezialisierung ist eine auf die jeweiligen Kundenwünsche ausgerichtete Fertigung durch Facharbeiter.
Vorrangiges Ziel bei der flexiblen Spezialisierung ist es, ein Unternehmen so zu organisieren, dass es sich kurzfristig an die Bedingungen auf permanent und sich schnell ändernden Märkten anpassen kann. Statt Massenfertigung in Großbetrieben wird die Produktion in innovativen und flexiblen Klein- und Mittelbetrieben organisiert, die (lokal oder regional) vernetzt sind. Die Flexibilität resultiert aus dem Einsatz moderner, an die wechselnden Anforderungen anpassbaren Maschinen, die von qualifiziertem Personal bedient werden. In diesem System können dann auch kleine Stückzahlen gewinnbringend produziert werden.
Typisches Beispiel für diese Strategie ist die norditalienische Wirtschaftsstruktur, wie sie sich seit Mitte der 1980er Jahre etwa beim Benetton-System entwickelte.

## Fertigungstypen
Flexible Spezialisierung weist im Vergleich zu den anderen Fertigungstypen folgende Merkmale auf:
| Fertigungstyp            | Qualifikation Personal | Produkt-/Dienstleistungsqualität | Produktionsmittel             | Kosten/Marktpreise                                                |
| ------------------------ | ---------------------- | -------------------------------- | ----------------------------- | ----------------------------------------------------------------- |
| Einzelfertigung          | hoch                   | individualisiert                 | flexible Maschinen            | Durchschnittskosten konstant, keine Preissenkungspotenziale       |
| Massenproduktion         | niedrig                | standardisiert                   | spezialisierte Maschinen      | sinkende Durchschnittskosten, hohe Preissenkungspotenziale        |
| Serienfertigung          | niedrig                | standardisiert                   | spezialisierte Maschinen      | Kostenvorteile bei Kleinserien, mittlere Preissenkungspotenziale  |
| flexible Spezialisierung | hoch                   | Einzelfertigung                  | hochgradig flexible Maschinen | Kostenvorteile bei Kleinserien, geringere Preissenkungspotenziale |

## Wirtschaftliche Aspekte
Das Modell der flexiblen Spezialisierung geht auf die Untersuchungen von Charles F. Sabel und Michael J. Piore zurück, die 1984 die Entwicklung von Arbeits- und Produktionsformen analysierten und zu der Auffassung gelangten, dass die Grenzen der Massenproduktion erreicht seien. Die Theorie der flexiblen Spezialisierung beinhaltet vor allem die Abkehr von der tayloristischen und fordistischen Arbeitsorganisation. Sie besagt, dass eine eher handwerklich organisierte Produktion von zumeist kleinen und mittleren Unternehmen die zunehmend geforderte auftragsorientierte Fertigung realisieren kann, was zu einem Wiedererwachen regionaler Ökonomien führe.
Die flexible Spezialisierung ist gekennzeichnet durch eine flexible Produktionstechnik, die eine wechselnde Produktion geringer Stückzahlen mit Universalmaschinen ermöglicht, hohe Technologie und komplexe Arbeitsprozesse erfordert und eher auf Synergieeffekte als auf Skaleneffekte abzielt. Ein Industriedistrikt kann  nach Alfred Marshall unter anderem nur durch flexible Spezialisierung und Kooperation mehrerer Unternehmen funktionieren.